# Sphyraena flavicauda
Sphyraena flavicauda är en fiskart som beskrevs av Rüppell, 1838. Sphyraena flavicauda ingår i släktet Sphyraena och familjen Sphyraenidae. Inga underarter finns listade i Catalogue of Life.